# 武井工業所
株式会社武井工業所（たけいこうぎょうしょ）は、茨城県石岡市に本社を置くコンクリート二次製品などを製造、販売するメーカーである。

## 沿革
- 1939年7月 - 東亜コンクリート工業所創業。
- 1956年4月 - 株式会社武井工業所設立。
- 1996年12月 - 株式を店頭公開（現在のジャスダック）。
- 2008年11月1日 - 株式時価総額が上場廃止基準に該当し、ジャスダック証券取引所上場廃止[2]。
- 2008年11月4日 - フェニックス銘柄制度に指定[3]。
- 2016年6月30日 - フェニックス銘柄制度の指定取消し。
- 2016年7月1日 - 株主コミュニティを組成[4]。
- 2020年8月20日 - 株主優待制度の廃止決定[5]。